# Cheaper by the Dozen (1950)
Cheaper by the Dozen (Brasil: Papai Batuta) é um filme estadunidense de 1950, do gênero comédia dramática, dirigido por Walter Lang, com roteiro de Lamar Trotti baseado no romance semiautobiográfico Cheaper by the Dozen, de Ernestine Gilbreth Carey e Frank B. Gilbreth Jr.[carece de fontes?]

## Sinopse
Frank Gilbreth é um pioneiro da administração científica que está sempre buscando meios para tornar as coisas mais eficientes, tanto no trabalho quanto em sua vida pessoal. A história se passa nos anos 1920 e se foca na relação de Frank com sua mulher Lilian e de como Frank aplica suas técnicas na administração do lar.[carece de fontes?]